# Орбасано
Орбасано (итал. Orbassano) је насеље у Италији у округу Торино, региону Пијемонт.
Према процени из 2011. у насељу је живело 21813 становника. Насеље се налази на надморској висини од 272 м.

## Становништво
Према резултатима пописа становништва 2011. у општини је живело 22.537 становника.
| 1931. | 1936. | 1951. | 1961. | 1971.  | 1981.  | 1991.  | 2001.  | 2011.  |
| ----- | ----- | ----- | ----- | ------ | ------ | ------ | ------ | ------ |
| 3.889 | 3.730 | 4.890 | 8.481 | 15.675 | 18.082 | 20.650 | 21.581 | 22.537 |

## Партнерски градови
- Елк, Nogent-sur-Oise